# 8420 Angrogna
8420 Angrogna (1996 WQ) là một tiểu hành tinh vành đai chính được phát hiện ngày 17 tháng 11 năm 1996 bởi P. G. Comba ở Prescott.